# Templo Longshan
El Templo Mengjia Longshan (en chino tradicional, 艋舺龍山寺; pe̍h-ōe-jī, Báng-kah Liông-san-sī), o simplemente Templo Longshan, es un templo situado en el Distrito de Wanhua, Taipéi, Taiwán. Fue construido entre 1738 y 1740 por colonos de Fujian, China. Sirvió como lugar de culto y reunión de los colonos chinos.
A lo largo de sus casi trescientos años de existencia ha sido destruido total o parcialmente por diversos terremotos, incendios y tifones, destacando entre ellos el terremoto de 1815, que dejó prácticamente destruido el edificio principal y el tifón de 1860, tras el cual el edificio principal tuvo que ser nuevamente reconstruido. 
El 31 de mayo de 1945, durante la Segunda Guerra Mundial, fue destruido por los bombarderos americanos en el Bombardeo de Taipéi porque pensaban que los japoneses escondían armamento dentro de él. El edificio principal y el pasillo de la izquierda resultaron dañados y se perdieron muchos objetos preciosos y obras de arte en el incendio posterior. 
Sin embargo, los habitantes de Taipéi lo han reconstruido y renovado continuamente, la última vez pocos meses después del final de la Segunda Guerra Mundial. El Templo Longshan se considera un ejemplo emblemático de la arquitectura clásica taiwanesa, con influencias del sur de China vistas habitualmente en edificios más antiguos.
Como la mayoría de los templos de Taiwán, el templo rinde culto a divinidades budistas, taoístas, y tradicionales como Matsu.
Está a poca distancia de la Estación del Templo Longshan del Metro de Taipéi.

## Galería de imágenes

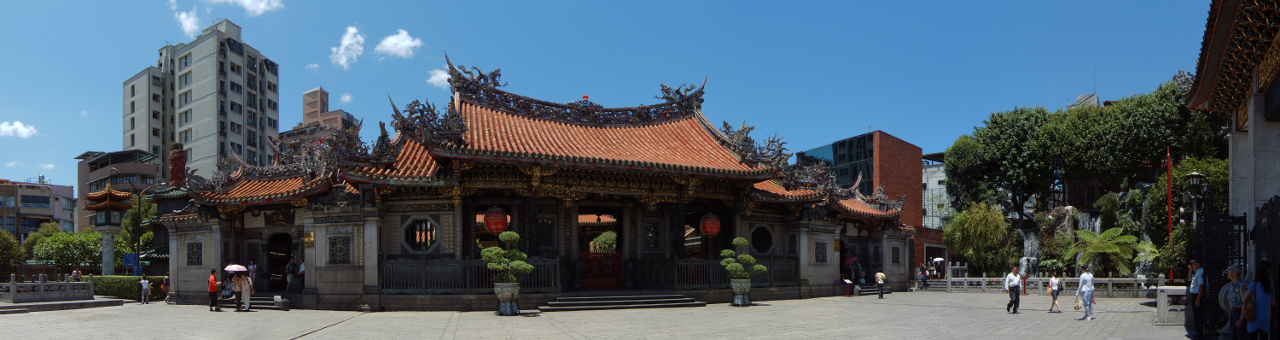
Vista panorámica del patio exterior del Templo Longshan.
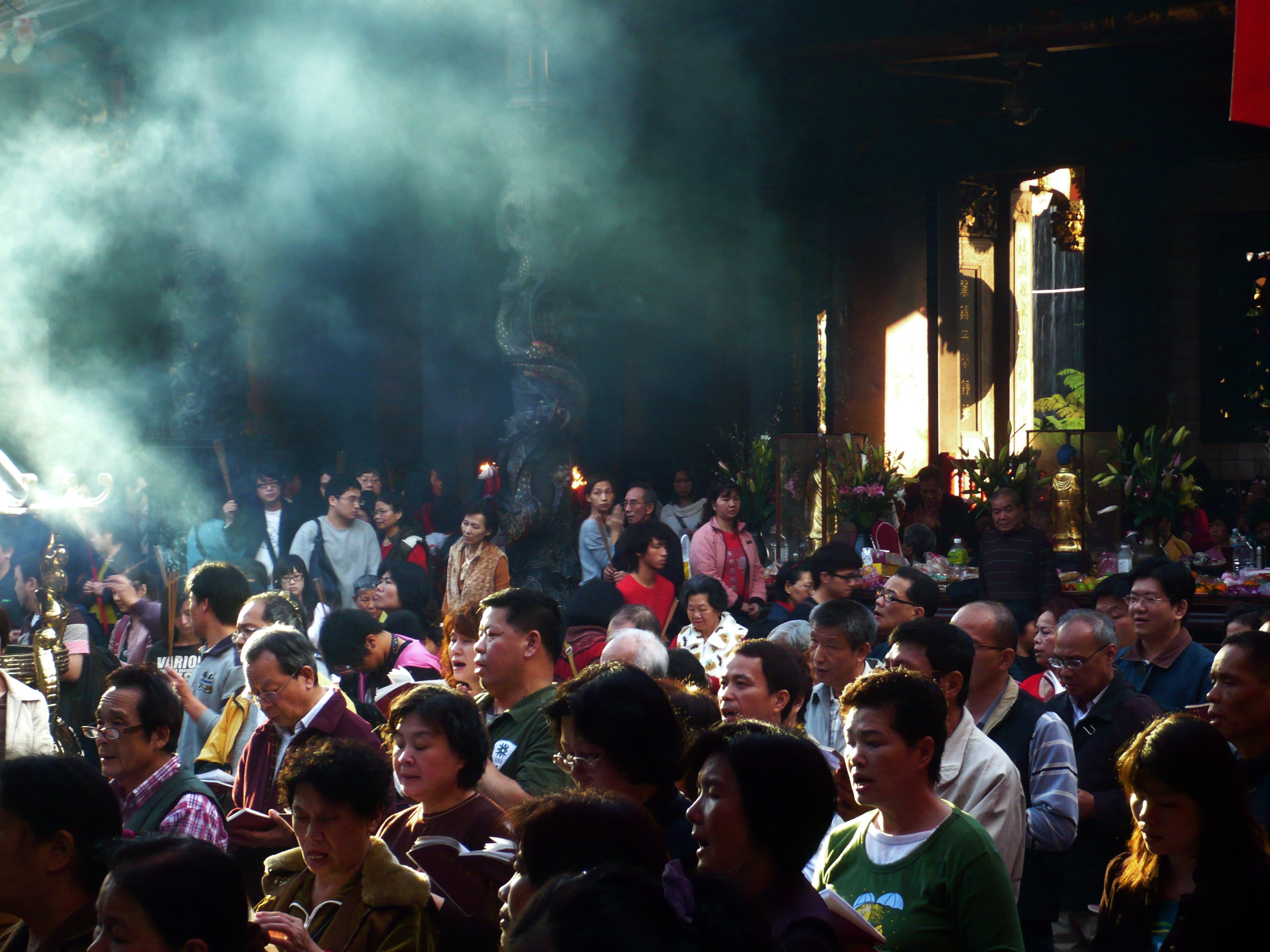
Fieles durante el Año Nuevo Chino.
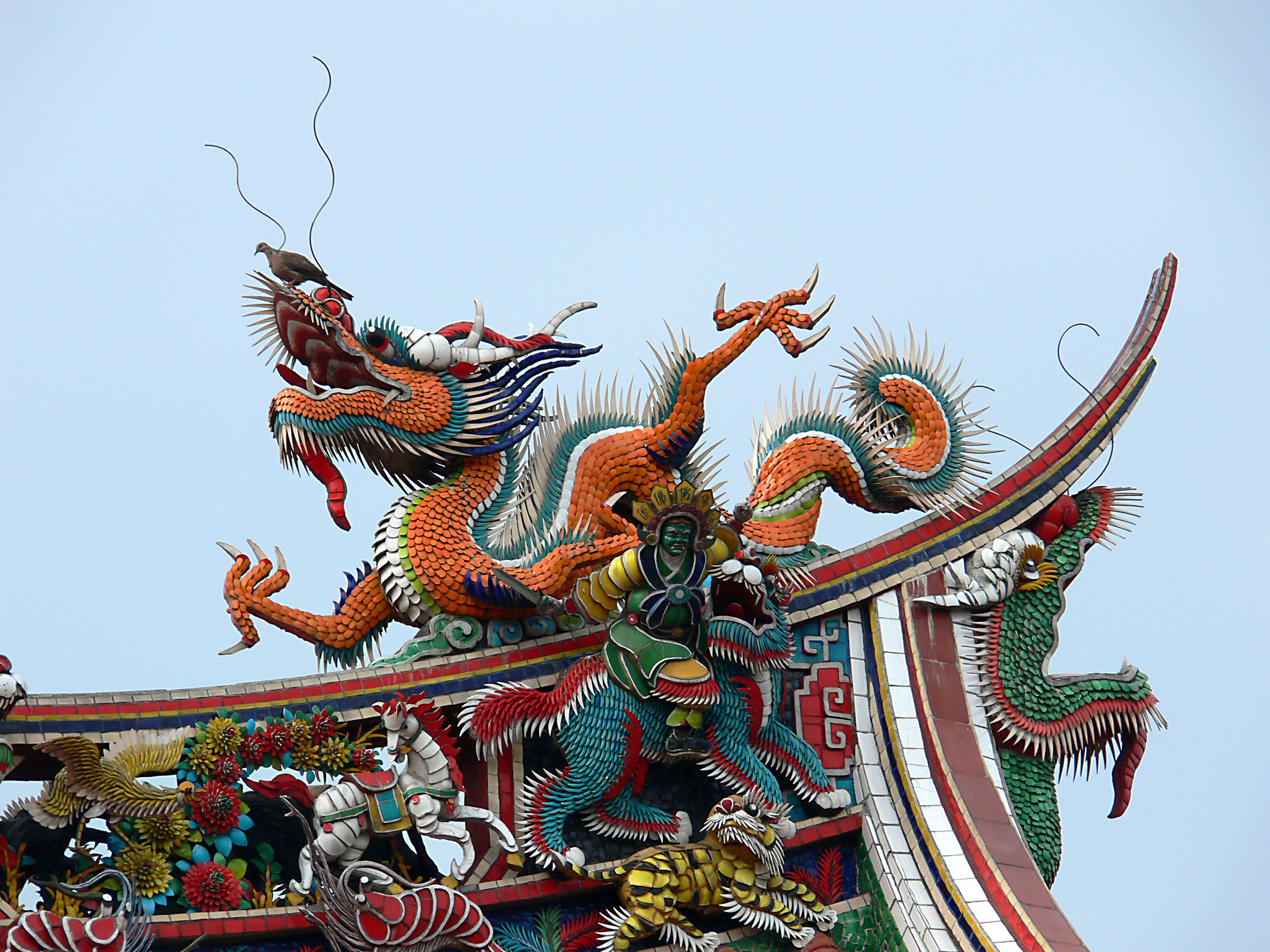
Un dragón chino en el Templo Longshan.
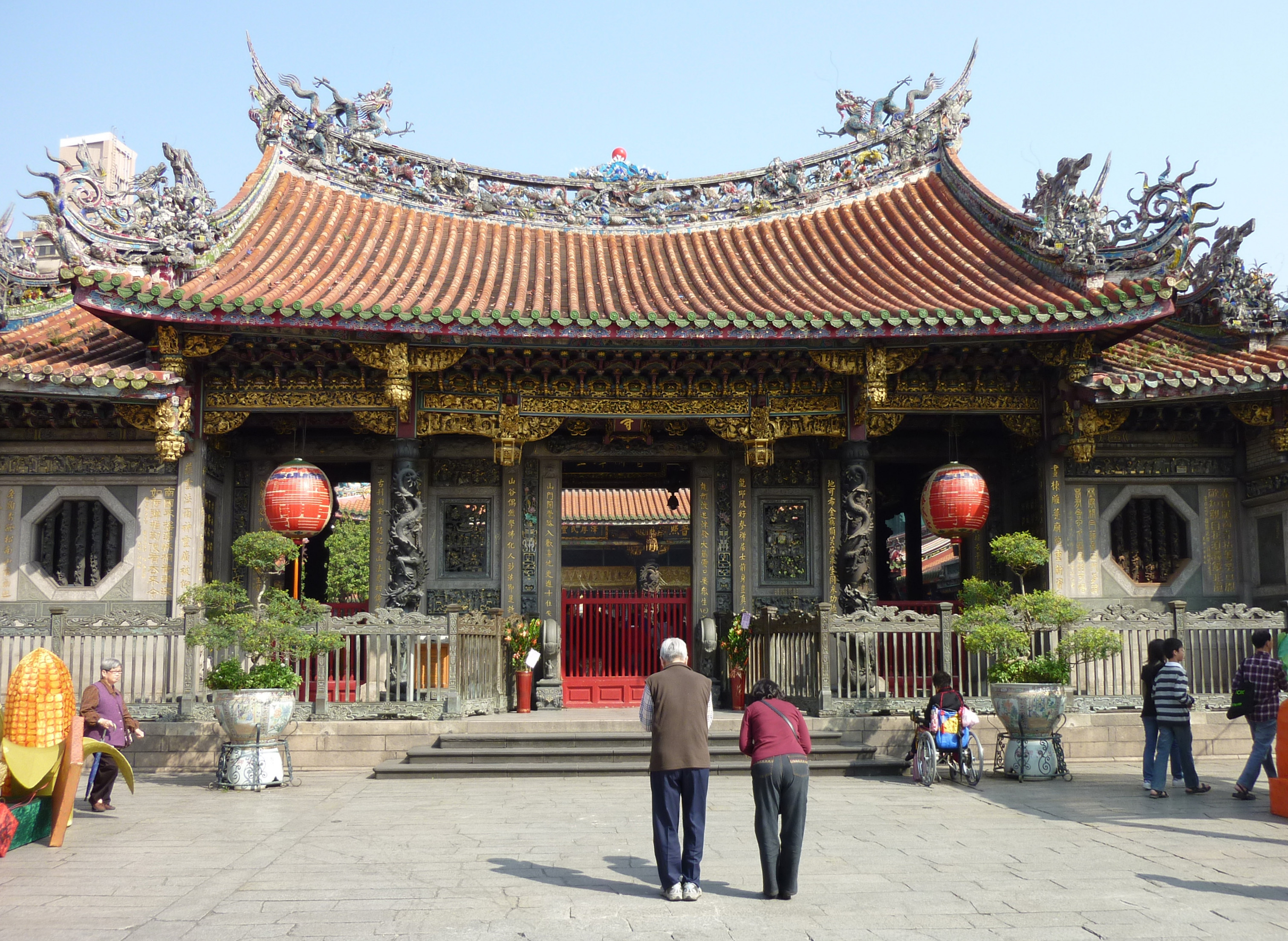
Entrada derecha del Templo Longshan.